# Hülyék Paradicsoma
A Hülyék Paradicsoma (eredeti cím: Idiocracy) 2006-ban bemutatott disztópikus amerikai filmvígjáték Luke Wilson és Maya Rudolph főszereplésével és Mike Judge rendezésében.

## Cselekmény
Az amerikai hadsereg titkos katonai programot indít, melynek során katonákat szeretnének lefagyasztani, hogy csak akkor olvasszák őket ki, amikor szükség van rájuk. A teszthez egy egyedülálló, a katonaságnál dolgozó személyt és egy prostituáltat választanak ki. A lefagyasztás után a program katonai vezetőjét letartóztatják és a kísérlet a pár év helyett 500 évesre nyúlik. Miután a két szereplő felébredt hosszú álmából, egy egészen megváltozott világba csöppennek, ahol az egész társadalom totálisan elbutult, így ők válnak a legokosabb emberekké az egész bolygón. 20. századi tudásuknak hála több problémát is sikeresen megoldanak, de a világ további elbutulását még ők sem képesek megállítani.

## Szereplők
| Szerep                   | Színész                            | Magyar hang           |
| ------------------------ | ---------------------------------- | --------------------- |
| Joe Bauers               | Luke Wilson                        | Crespo Rodrigo        |
| Rita                     | Maya Rudolph                       | Solecki Janka         |
| Frito Pendejo            | Dax Shepard                        | Előd Álmos            |
| Camacho amerikai elnök   | Terry Crews                        | Király Attila         |
| Beef Supreme             | Andrew Wilson                      |                       |
| Upgrayedd, Rita stricije | Brad "Scarface" Jordan             |                       |
| külügyminiszter (2505)   | David Herman                       | Elek Ferenc           |
| védelmi miniszter (2505) | Anthony 'Citric' Campos            | Maday Gábor           |
| Dr. Lexus                | Justin Long                        |                       |
| Brawndo vezérigazgatója  | Thomas Haden Church                | Gubányi György István |
| főállamügyész            | Sara Rue (stáblistán nem szerepel) |                       |
| narrátor                 | Earl Mann                          | Vass Gábor            |